# Pajdza

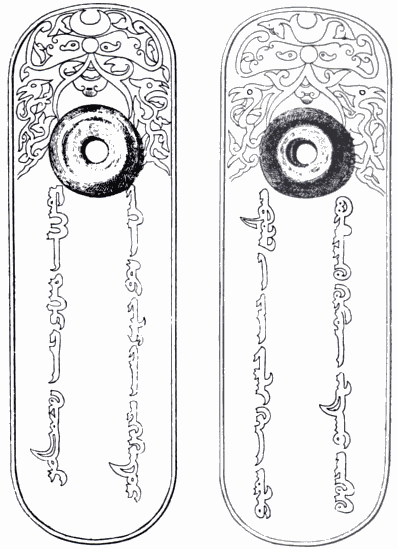
Pajdza z pismem mongolskim, znaleziona na dawnym terytorium Imperium Mongolskiego (Dniepr, 1845)

Pajdza (mong. Гэрэгэ, pers. پایزه pāiza, chiń. 牌子 páizi) – tabliczka noszona przez mongolskich urzędników i posłów, która oznaczała, że właściciel posiada autorytet i pewne przywileje. Pozwalały one mongolskim szlachcicom i urzędnikom domagać się dóbr i usług od cywili.
Pomimo faktu, że tylko ktoś z pajdzą mógł domagać się zaopatrzenia wierzchowców i przydzielenia określonych racji żywnościowych, zdarzały się nadużycia. Urzędnicy i szlachcice Imperium Mongolskiego wystawiali pajdze nieoficjalnie i wykorzystywali cywili. Z tego powodu, chan Ugedej (r. 1229–1241) zakazał ich wydawania szlachcie. Zakaz obejmował także wydawanie jarłyków.
Aby przyciągnąć zagranicznych lub zamorskich kupców, wielcy chanowie dawali im pajdzę zwalniającą ich z podatku i pozwalającą im korzystać z posterunków. Jednak, chan Möngke (r. 1251–1259) ograniczył znane nadużycia i wysłał śledczych imperium, by nadzorowali biznes kupców, którzy byli sponsorowani przez Mongołów. Zakazał im korzystania z posterunków i pajdzy.

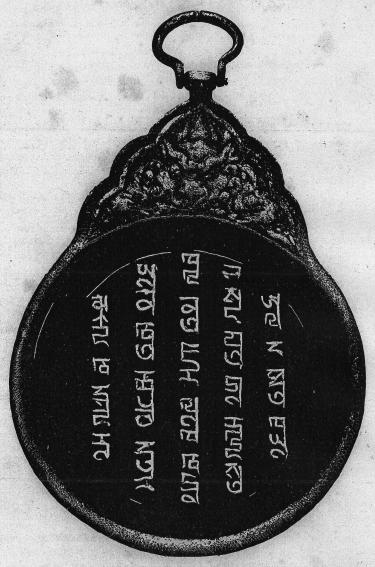
Oficjalna przepustka z mongolskimi napisami w phags-pa. Napis głosi: „Według mocy wiecznego nieba [to jest] rozkaz cesarza. Ktokolwiek nie okaże respektu [okazicielowi] będzie winnym zniewagi.”

Marco Polo, który odwiedził państwo, rządzone przez dynastię Yuan  podczas panowania chana Kublaja (r. 1260–1294), pozostawił dobry opis pajdzy.
Ilchan Ghazan (r. 1295–1304) wprowadził reformy. Unieważnił jarłyki starsze niż 30 lat, a także stare pajdze. Zaprojektował nowe pajdze dla dwóch rang. Uporządkował je w taki sposób, że nosiły imiona okazicieli, by zapobiec ich przekazywania i zażądał zrzeczenia się po upłynięciu ich ważności.

## Przypisy

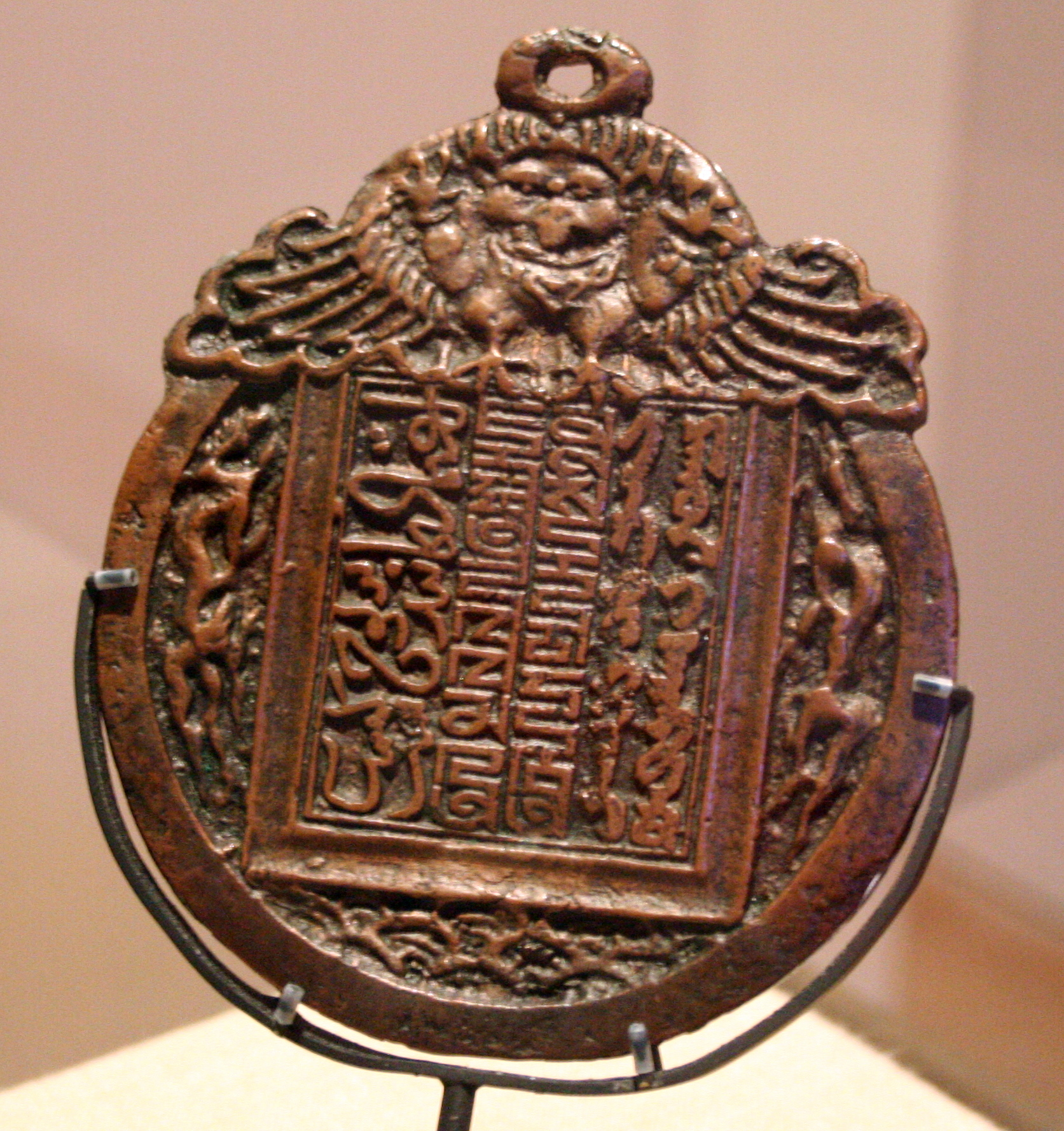
Przepustka nocnej straży Imperium Mongolskiego w języku perskim (po lewej), mongolskim w phags-pa (środek), ujgurskim (po prawej). Napis głosi: „Obwieszczenie: Wystrzegać się złego traktowania.”